# افلیا کمباجیان
اُفلیا کُمباجیان (درگذشتهٔ دی ۱۳۹۷) نوازندهٔ پیانو و موسیقی‌دان ارمنی‌تبار اهل ایران بود.

## زندگی‌نامه
اُفلیا کمباجیان زادهٔ تهران و دانش‌آموخته هنرستان موسیقی تهران بود. از استادان پیانو او می‌توان به «تانیا خاراطیان» (اهل روسیه) از استادان هنرستان عالی موسیقی به سرپرستی غلامحسین مین‌باشیان اشاره نمود. پس از پایان تحصیلات در هنرستان موسیقی، تحصیلات تکمیلی و تخصصی خود را در نوازندگی پیانو در فرانسه پی گرفت و در سال ۱۳۴۱ از «اکول نرمال موسیقی پاریس» فارغ‌التحصیل شد. پس از آن به ایران بازگشت و در هنرستان عالی موسیقی تهران به تدریس مشغول شد.
او از پیشکسوتان تدریس پیانو در ایران محسوب می‌شد که شاگردان زیادی را پرورش داده‌است. از جمله شاگردان او می‌توان به علیرضا مشایخی، فرمان بهبود، فریماه قوام صدری، گلریز هاشمی و … اشاره نمود. وی ساکن فرانسه بود و تا سال‌های پایانی زندگی همچنان به تدریس پیانو ادامه داد.
در اسفند ۱۳۹۶ هفتمین دوره جشنواره کلاسیک تا معاصر، «بزرگداشت استاد افلیا کمباجیان» به مدت ۵ شب در تالار رودکی تهران برگزارشد.
او در دی سال ۱۳۹۷ در سکوت خبری درگذشت.

## فعالیت‌های هنری
از جمله فعالیت‌های هنری افلیا کمباجیان به موارد زیر می‌توان اشاره نمود:
تدریس در هنرستان عالی موسیقی تهران، تدریس در اکول ناسیونال گشان فرانسه، تأسیس «گروه موسیقی قرن بیستم» به عنوان اولین گروه موسیقی اجرای موسیقی مدرن در ایران با همکاری علیرضا مشایخی، تکنوازی در آلبوم موسیقی ارکستر موسیقی نو اثر علیرضا مشایخی، داوری در جشنواره موسیقی باخ (دوسالانه نوازندگی پیانو و موسیقی نو)